# Karolina Kirsz
Karolina Kirsz – polska reżyserka teatralna. Od 2013 jest prezesem Polskiego Ośrodka Międzynarodowego Instytutu Teatralnego.

## Życiorys
Absolwentka Wydziału Reżyserii Akademii Teatralnej im. Aleksandra Zelwerowicza w Warszawie (2012) i Instytutu Filozofii Uniwersytetu Wrocławskiego (2005), ukończyła również Wydział Wiedzy o Teatrze w Akademii Teatralnej (2008), dwuletnie studium pedagogiczne Uniwersytetu Wrocławskiego (2005).
Karierę reżyserską zaczynała w 2010 jako asystentka Michaela Marmarinosa w Teatrze Dramatycznym im. Gustawa Holoubka w Warszawie oraz Piotra Cieplaka w Teatrze Żydowskim im. Estery Rachel i Idy Kamińskich, z którym współpracuje do dziś. W latach 2013–2016 asystentka na Wydziale Reżyserii Akademii Teatralnej w Warszawie. Laureatka I nagrody podczas XII Międzynarodowego Festiwalu Zdarzenia im. Józefa Szajny za przedstawienie Zima w czerwieni, wystawione na deskach Teatru Rampa na Targówku.
Absolwentka Studiów Podyplomowych z Zarządzania dla Twórców, Artystów i Animatorów Kultury na Uniwersytecie Warszawskim (2020). Dyplomowana menadżerka kultury współtworząca i koordynująca projekty międzynarodowe, ogólnopolskie i lokalne (np. Warszawska Technika Teatralna/WTT, Teatr Dzisiaj, Granice w teatrze).

## Reżyseria

### Spektakle teatralne
- Pułapka Tadeusza Różewicza w ramach cyklu Studio in Progress w Teatrze Studio w Warszawie (2011)[8]
- Zima w czerwieni Adama Rappa w Teatrze Rampa/Scena Eksperymentalna w Warszawie (2011)[9]
- Końce świata Marca Beckera w Teatrze Hoteloko w Warszawie (2012)[10]
- 69 Igora Bauersimy w Teatrze Hoteloko, Fundacja Współpracy Polsko-Niemieckiej (2014)[11]
- Dotknij wiatru, dotknij wody Amosa Oza w Teatrze Żydowskim w Warszawie (2014)[12]
- Uwodziciel Radosława Paczochy w Teatrze Powszechnym w Warszawie (2014)[13]
- Jestem swoją własną żoną Dough'a Wrighta w Teatrze WARSsawy (2014)[14]
- Ulotny (scenariusz własny), 36 Przegląd Piosenki Aktorskiej we Wrocławiu (2015)[5]
- One same (scenariusz własny) w Teatrze Żydowskim w Warszawie (2015)[15]
- Biesy Fiodora Dostojewskiego (adaptacja własna) spektakl dyplomowy studentów PWST we Wrocławiu (2015)[16]
- Szosza I B Singera (adaptacja własna) w Teatrze Żydowskim w Warszawie (2016)[17]
- Skrzywienie kręgosłupa Ingrid Lasund w Teatrze im. Wilama Horzycy w Toruniu (2017)[18]
- Żywoty świętych osiedlowych Lidii Amejko (adaptacja własna) w Teatrze Rozrywki w Chorzowie (2018)[19]
- Lustra opowiadają w czwartek Zbigniewa Kopalko w Teatrze im. Hansa Christiana Andersena w Lublinie (2018)[20]
- Na zachodzie bez zmian (scenariusz własny) w Teatrze WARSawy (2019)[21]
- Mykwa Hadar Galron w Teatrze Żydowskim w Warszawie (2020)[22]
- Upał Malwiny Chojnackiej dla cyklu TEATROTEKA Wytwórni Filmów Dokumentalnych i Fabularnych w Warszawie

### Inne
Wyreżyserowała także kilkadziesiąt czytań performatywnych w kilkunastu teatrach: Teatr Dramatyczny w Warszawie, Teatr Ateneum w Warszawie, Teatr Studio w Warszawie, Teatr Powszechny w Warszawie, Teatr Ludowy w Krakowie. Reżyserowała także słuchowiska dla Teatru Polskiego Radia Nagasaki Erica Faye, scenariusz własny (2016), Dyrygent jazzowy Wolfganga Sretera, adaptacja własna (2017).